# قانون لين
يشير مصطلح القانون اللين (بالإنجليزية (Soft law إلى الوثائق والصكوك شبه القانونية التي لا تتمتع بأي قوة ملزمة لتنفيذها، أو تلك التي تكون قوتها الملزمة أضعف نوعاً ما من قوة القانون التقليدي. لتوضيح الفرق بين النوعين غالباً ما يُشار للنوع الثاني بالقانون الصارم أو الملزم. يرتبط مصطلح القانون اللين غالباً بالقانون الدولي، على الرغم من أنه بات يستخدم في الآونة الأخيرة في سياق الحديث عن فروع مختلفة من القانون المحلي.

## القانون الدولي

### تعريف
يشمل مصطلح القانون اللين في سياق القانون الدولي عناصر مختلفة مثل:
- أغلب القرارات والإعلانات الصادرة عن الجمعية العامة للأمم المتحدة.
- البيانات والمبادئ والممارسات التي تكون ضمن بنود المعاهدات.
- خطط العمل مثل جدول أعمال القرن الحادي والعشرين، توصيات فرقة العمل المعنية بالإجراءات المالية.
- الالتزامات الأخرى غير المعاهدات.

### الاتحاد الأوروبي
يستخدم مصطلح القانون اللين غالباً لوصف أنواع مختلفة من الصكوك شبه القانونية للاتحاد الأوروبي مثل: مدونات قواعد السلوك، المبادئ التوجيهية، الاتصالات وما إلى ذلك. تستخدم الأدوات القانونية غالباً لتوضيح كيف تعتزم المفوضية الأوروبية استخدام صلاحياتها لأداء مهامها في مجال اختصاصها، بالإضافة لذلك تعتبر قرارات وتوصيات مجلس أوروبا هي أيضاً من أنواع القانون اللين، لأن هذه القرارات تمثل آراء الجمعية البرلمانية لمجلس أوروبا، ولكنها غير ملزمة قانونياً للدول الأعضاء البالغ عددها 47 دولة. أما توجيهات وقرارات الاتحاد الأوروبي فهي ملزمة قانونياً لجميع الأعضاء، في حين أن قرارات مجلس أوروبا ملزمة قانونياً للدول التي تصدق عليها فقط، مع العلم أن التصديق على هذه القرارات غير ملزم للدول.

### الحالة
لا يزال استخدام مصطلح القانون اللين في سياق القانون الدولي مثيراً للجدل، لأن هناك بعض فقهاء القانون الدولي لا يقبلون وجوده أصلاً، فيما يعتقد آخرون بوجود التباس كبير عند استخدام هذا المصطلح ووضعه القانوني، إذ يعد تطوير أدوات قانونية غير تقليدي، كما أنَّ الكثير من الدول ترفض التوقيع على القوانين الملزمة والتي قد تؤدي إلى استياء شعبي وطني من أجل إرضاء المجتمع الدولي.

### الفوائد
تُعتبر صكوك القانون غير الملزم غالباً بمثابة اتفاقيات غير ملزمة، وتنطوي على إمكانية كبيرة للتحول إلى قانون صارم ملزم في المستقبل. قد يتحول القانون اللين غير الملزم إلى قانون ملزم بطريقتين مختلفتين: الأولى عندما تكون القرارات والتوصيات هي الخطوة الأولى في سبيل صياغة المعاهدات، ويشار إلى هذه المبادئ المنصوص عليها في الصكوك القانونية بأنها غير ملزمة. الطريقة الأخرى أن الاتفاقات غير التعاهدية تهدف إلى أن يكون لها تأثير مباشر على ممارسة الدول بحيث أنها تؤدي إلى إنشاء قانون عرفي. يعد القانون اللين خياراً مناسباً للمفاوضات التي قد تتعطل بطريقة أو بأخرى، وذلك عندما يكون السعي للحصول على التزامات قانونية ملزمة لا يناسب الأطراف المتفاوضة، لأنها لا تريد تقديم التزامات كبيرة في وقت معين لأسباب سياسية أو اقتصادية ومع ذلك فهي لا تزال ترغب في التفاوض لإظهار حسن النية في تلك المرحلة.
يُنظر إلى القانون اللين أيضاً على أنه خيار مرن لتجنب الالتزام الفوري الثابت في المعاهدات، ويُعتبر طريقة أسرع لإبرام الالتزامات القانونية، وعدم الدخول في متاهة القانون الدولي العرفي البطيء. من السهولة بمكان في مجتمع اليوم المعولم استخدام وسائل الإعلام والإنترنت لبيان محتوى الاتفاقيات والالتزامات التي قد أبرمت وتعهدت الدول بها في المؤتمرات الدولية، وعند القيام بذلك غالباً ما سينظر المواطنون لهذه الالتزامات على أنها ملزمة ولا تلبي تطلعات المواطنين، وهو الأمر الذي يؤثر في النهاية على الحكومات التي تضطر إلى مراعاة رغبات المواطنين والمنظمات غير الحكومية والمحاكم والشركات التي تبدأ بالإشارة إلى هذه القوانين والإشارة إلى صكوك القانون اللين على أنها قوانين ملزمة. من الجوانب الأخرى المفيدة لطبيعة القانونين غير الملزمة أنها تستخدم في كثير من الأحيان لإثبات الرأي القانوني حول تطبيق أو تفسير معاهدة معينة.
كان القانون اللين مهماً للغاية في مجال القانون البيئي الدولي، إذ إن الدول كانت مترددة في الالتزام بالعديد من المبادرات البيئية عند محاولة الموازنة بين سلامة البيئة والأهداف الاقتصادية والاجتماعية، كما أنه مهم في مجال القانون الاقتصادي الدولي وقانون التنمية المستدامة الدولي، والقانون اللين مهم أيضاً في إدارة الموارد البشرية. كما أنه مهم في مواضيع مثل المساواة بين الجنسين والتنوع الاجتماعي والصحة والسلامة العامة. غالباً ما تترك التشريعات الملزمة في المواضيع الاجتماعية مجالاً كبيراً للتقدير والتفسير، ويمكن لأصحاب النفوذ الأقوياء فرض أدوات القانون اللين وتحويلها لقرارات ملزمة.

## الثقة والاعتماد
يعتبر القانون اللين جذاباً عادةً لأنه يشتمل غالباً على مواضيع طموحة تهدف إلى تحقيق أفضل السيناريوهات الممكنة، ومع ذلك يمكن أن تكون اللغة المستخدمة في العديد من مستندات القانون متناقضة وغير منسجمة مع الالتزامات القانونية الحالية، ومن المحتمل أن تكون متلائمة مع الإجراءات القانونية أو السياسيات العامة. أما النقطة الرئيسية الأخرى فهي أن الأطراف المتفاوضة تدرك احتمال الكذب والتهرب في تفاصيل القانون الخفية، وإذا شعر الطرف المتفاوض أن القانون اللين له القدرة على أن يتحول إلى قانون ملزم خلال مسار التفاوض، فسيؤثر ذلك بشكلٍ سلبي على عملية التفاوض برمتها، وستخفف كمية صكوك القانون اللين المتفق عليها عن طريق استخدام العديد من القيود التي لا تسمح إلا بالقليل من النقاط التي يمكن التفاوض عليها. ومع ذلك فإن الاعتماد على القانون اللين ما يزال مستمراً، ومن غير المرجح أن يتضاءل استخدامه في وقتنا الحالي، ومن المرجح أن يزداد الاعتماد عليه بشكلٍ أكبر لأنه يشكل أيضاً ساحة اختبار وتجريب للأفكار الجديدة المبتكرة التي لا تزال صياغتها سياسياً قيد البحث في عالم اليوم الذي يتسم بالتغير السريع والتحديات المستقبلية المثيرة للجدل مثل قضية المناخ وغيرها.